# 大岭山镇
大岭山镇，是中国广东省东莞市下辖的一个镇。总面积110平方公里，外来人口15万人。大岭山镇22个村，1个社区。2019年中国百强乡镇第36名。鎮人民政府駐德政街1號。

## 簡介
大岭山镇是离广东医学院东莞校区最近的一个镇，镇上购物场所相对齐全，价格较广东医学院东莞校区内便宜，所以为广东医学院学生的购物首先场所。大岭山镇为该学校大学生提供大量的兼职职位。
鎮內主要景點，包括东江纵队纪念馆、大岭山抗日根据地旧址。

## 行政区划
大岭山镇下辖以下地区：
大岭山社区、农场社区、领居社区、马蹄岗村、大塘朗村、新塘村、元岭村、金桔村、鸡翅岭村、大沙村、旧飞鹅村、连平村、梅林村、下高田村、大环村、太公岭村、百花洞村、大片美村、矮岭冚村、大岭村、水朗村、大塘村、杨屋村和颜屋村。

## 人口
截至2020年末，第七次全国人口普查大嶺山鎮户籍人口有66422人。